# Marek Bukowski (aktor)
Marek Bukowski (ur. 26 listopada 1969 w Miliczu) – polski aktor filmowy i teatralny, reżyser, scenarzysta i producent.

## Życiorys
W 1991 na Festiwalu Polskich Filmów Fabularnych w Gdyni otrzymał nagrodę za pierwszoplanową rolę męską w filmie Nad rzeką, której nie ma. W 1992 ukończył Państwową Wyższą Szkołę Teatralną w Krakowie. W 1995 został uhonorowany Nagrodą im. Zbyszka Cybulskiego.
Za rolę Piotra Gawryły w serialu Na dobre i na złe otrzymał w 2013 i 2014 Telekamerę dla ulubionego aktora.
W 2017 wydał powieść kryminalną retro Najdłuższa noc (współautor Maciej Dancewicz).

### Życie prywatne
Do maja 2018 był mężem aktorki Ewy Bukowskiej, z którą ma dwóch synów: Szymona i Marcina.

## Filmografia

### Aktor
- 1991: Nad rzeką, której nie ma – jako Admirał
- 1992: Listopad – jako kolega Piotra
- 1992: Kawalerskie życie na obczyźnie – jako Michał
- 1993: Pożegnanie z Marią – jako Tadeusz
- 1993: Kraj świata – jako mężczyzna w łańcuchu
- 1994: Wrony – jako pan młody
- 1994: Polska śmierć – jako stażysta Robert, mieszkaniec hotelu asystenckiego
- 1994: Jest jak jest – jako narzeczony Beaty (odc. 17 i 18)
- 1994: Dama kameliowa – jako mężczyzna tańczący na balu z Małgorzatą
- 1995: Sukces – jako Gustaw
- 1995: Ekstradycja – jako Mamut, dealer narkotyków (odc. 1 i 2)
- 1996: Nocne graffiti – jako Laleczka
- 1996–2000: Dom – jako Mietek Pocięgło, syn Lidki Jasińskiej
- 1999: Pierwszy milion – jako dziennikarz na konferencji prasowej Boruckiego
- 1999: Lot 001
- 2009: Przystań – jako Grzegorz Bieliński, szef bazy
- 2010–2018: Na dobre i na złe – jako doktor Piotr Gawryło
- 2010: Apetyt na życie – jako Czarek, adwokat Mateusza
- 2010: Ojciec Mateusz – jako prof. Tomasz Podgórski, na przeglądzie teatralnym (odc. 46)
- 2010: 1920. Wojna i miłość – jako major Adam Mikulicz
- 2011: Uwikłanie – jako komisarz Smolar
- 2011–2013: Hotel 52 – jako Andrzej Wysocki, ojciec Igora Szweda
- 2011: Komisarz Rozen – jako Staroń
- 2011: Bracia (etiuda szkolna) – jako Kuba
- 2012: Na krawędzi – jako Tomasz Kamiński
- 2013: Powrót – jako Piotr Małecki
- 2014: Na krawędzi 2 – jako Tomasz Kamiński
- 2015: Słaba płeć – jako właściciel restauracji, kochanek Zosi
- od 2016: Przyjaciółki – jako Jasiek Głowacki
- 2016: Konstruktor – jako Wiktor
- 2016: Smoleńsk – jako doświadczony pilot
- 2017: Pod wspólnym niebem – jako Andrzej Montecki
- 2017: Komisarz Alex – jako architekt Adam Lipski (odc. 114)
- 2017: PolandJa – jako policjant
- od 2018: Leśniczówka – jako Krzysztof Majewski
- 2018: Dzień czekolady – jako tata Moniki
- 2023: Dewajtis – jako Ilja Gerasimow (odc. 3, 4, 5, 6)

### Reżyser
- Blok.pl (2001)
- Sukces (2003)
- M jak miłość (2012)
- Leśniczówka (od 2018)
- Przyjaciółki (2020)
- Babilon. Raport o stanie wojennym (2021)
- Marusarz. Tatrzański Orzeł (2022)

### Scenarzysta
- Blok.pl (2001)
- Na Wspólnej (2003)
- Belle Epoque (2017)

### Polski dubbing
- Legion samobójców (2016) – jako Deadshot
- Deadpool & Wolverine (2023) – jako Wolverine